# بخش جنت
بخش جنت، یکی از بخش‌های شهرستان داراب در استان فارس ایران است. مرکز این بخش، شهر جنت‌شهر است.

## تقسیمات کشوری
- بخش جنت
  - دهستان قریه الخیر
  - دهستان قلعه بیابان

شهر: جنت‌شهر

## جمعیت
بر پایه سرشماری عمومی نفوس و مسکن در سال ۱۳۹۵، جمعیت بخش جنت برابر با ۲۹٬۸۵۲ نفر بوده است.